# Адам Ольбрахт Пшиємський
Адам Ольбрахт Пшиємський (*Adam Olbracht Przyjemski, 1590 — 27 липня 1644) — державний і військовий діяч, урядник, дипломат Речі Посполитої.

## Життєпис
Походив з польського шляхетського роду Пшиємських гербу Равич. Син Анджея Пшиємського, каштеляна гнезненського, та Катерини Лещинської. Народився у 1590 році. Спочатку здобув домашню освіту. Потім у 1606 році навчався у Мюнхені, у 1608 році — в Ділінгенському й Інгольштадтському університетах.
У 1615 році отримав староство ковальське (до 1623 року). 1618 року одружився з Софією Гжимултовською, проте вона померла 1620 року. 1618 року стає власником староства крушвіцького. Того ж року одружився вдруге. У 1621 року стає конюшим великим коронним. З огляду на початок чергової війни зі Швецією призначається коронним обозним. Обіймав цю посаду до укладання перемир'я у 1626 році. Брав участь у військових діяв в Помор'ї, Королівській Пруссії, Ліфляндії.
Задля розвитку своїх володінь надавав прихисток протестантам з Богемії, Сілезії та Німеччини, що тікати від бойових дій Тридцятирічної війни. 1638 року заснував місто Равич, яке швидко перетворилося на важливий ремісничий центр. Також став фундатором францисканських монастирів у містах Мейська Гурка і Осечна, костелу в Осеку, протестантської церкви в Равичі. 1638 року обирається депутатом до Коронного ТРибуналу. У 1640 року призначається каштеляном Гнезно. Помер у 1644 році.

## Родина
1. Дружина — Софія Гжимултовська.
Дітей не було.
2. Дружина — Анна Констанція Грудзинська.
Діти:
- Софія Тереза, дружина: 1) Александра Костка; 2) Яна Опалінського, генерального старости великопольського